# 1392
- Wikisource

| Calendário gregoriano                                                        | 1392 MCCCXCII                                        |
| Ab urbe condita                                                              | 2145                                                 |
| Calendário arménio                                                           | 841 – 842                                            |
| Calendário bahá'í                                                            | -452 – -451                                          |
| Calendário budista                                                           | 1936                                                 |
| Calendário chinês                                                            | 4088 – 4089 Início a 25 de janeiro (aproximadamente) |
| Calendário copta                                                             | 1108 – 1109                                          |
| Calendário etíope                                                            | 1384 – 1385                                          |
| Calendários hindus - Vikram Samvat - Calendário nacional indiano - Cáli Iuga | 1447 – 1448 1313 – 1314 4492 – 4493                  |
| Calendário Holoceno                                                          | 11392                                                |
| Calendário islâmico                                                          | 794 – 795                                            |
| Calendário judaico                                                           | 5152 – 5153                                          |
| Calendário persa                                                             | 770 – 771                                            |
| Calendário rúnico                                                            | 1642                                                 |
| Calendário solar tailandês                                                   | 1935                                                 |

1392 (MCCCXCII, na numeração romana) foi um ano bissexto do século XIV do Calendário Juliano, da Era de Cristo, e as suas letras dominicais foram  G e F (52 semanas), teve início a uma segunda-feira e terminou a uma terça-feira.
| Ano completo                            |
| --------------------------------------- |
| Ano bissexto com início à segunda-feira |

## Eventos
- 3 de outubro — Maomé VII torna-se o 12.º sultão do Reino Nacérida de Granada. Reinará até à sua morte em 1408.
- ? Fundação do Reino de Joseon na Coreia. Entrou sob controle da dinastia Joseon após a derrubada da dinastia Goryeo, existiu entre 1392 e 1897.

## Nascimentos
- 9 de Dezembro — Pedro de Portugal, 1.º Duque de Coimbra, príncipe de Portugal.
- 18 de dezembro — João VIII Paleólogo, imperador bizantino entre 1425 e 1448.

## Mortes
- 25 de setembro — Sérgio de Radonej, santo e reformador monástico russo (n. ca. 1313-1315).
- 3 de outubro — Iúçufe II, 11.º Reino Nacérida de Granada desde 1391.
- Gjergj Thopia — príncipe albanês que foi senhor de Durrës entre 1387 e 1392.